# ピノール (カリフォルニア州)
ピノール（英語: Pinole）は、アメリカ合衆国カリフォルニア州のコントラコスタ郡にある都市。人口は1万9022人（2020年）。サンフランシスコ・ベイエリアの小さなベッドタウンである。州間高速道路80号線沿いでオークランドの北32キロメートルにあり、車で約30分である。
近隣にある街は、南西にリッチモンドとサンパブロ、北東にハーキュリーズがある。エルソブランテ（w:El Sobrante, California）の地方自治体地域に組み入れられていない地域が南にある。